# Ophiomastus perforatus
Ophiomastus perforatus är en ormstjärneart som beskrevs av Paul E. Hertz 1926. Ophiomastus perforatus ingår i släktet Ophiomastus och familjen fransormstjärnor. Inga underarter finns listade i Catalogue of Life.